# Grigorij Troszyn
Grigorij Zacharowicz Troszyn, ros. Григорий Захарович Трошин (ur. 27 listopada 1891 r., zm. 10 sierpnia 1971 r. w Nowym Jorku) – rosyjski wojskowy (pułkownik), emigracyjny działacz kombatancki, ochotnik wojsk frankistowskich podczas wojny domowej w Hiszpanii
Ukończył szkołę praporszczików w Peterhofie. Brał udział w I wojnie światowej. Dowodził batalionem Izborskiego Pułku Piechoty, który w październiku 1917 r. zabezpieczał porządek w zrewolucjonizowanym Piotrogradzie. Na początku 1918 r. wstąpił do nowo formowanych wojsk Białych gen. Antona I. Denikina. Uczestniczył w I (Lodowym) Marszu Kubańskim. Służył w Korniłowskim Pułku Uderzeniowym. Od czerwca 1919 r. dowodził kompanią 2 Pułku Korniłowskiego. W październiku 1920 r. objął dowództwo batalionu Pułku. Doszedł do stopnia podpułkownika. W połowie listopada tego roku wraz z wojskami Białych został ewakuowany z Krymu do Gallipoli. Na emigracji zamieszkał w Bułgarii. Następnie przeniósł się do Francji. W 1931 r. stworzył grupę kombatancką byłych wojskowych Pułku Korniłowskiego w Boulogne-Billancourt. W I połowie lat 30. został skarbnikiem Biura Wykonawczego Komitetu do Spraw Kolonizacji. W 1936 r. stanął na czele Stowarzyszenia Pułku Korniłowskiego we Francji. Mianowano go pułkownikiem. Po wybuchu wojny domowej w Hiszpanii wstąpił ochotniczo do wojsk frankistowskich. Po zakończeniu II wojny światowej wyemigrował do USA.